# Francis Beck
Pour les articles homonymes, voir Beck.
Francis Beck, né le 11 mai 1947 à Baden-Baden (Allemagne), est un haut fonctionnaire français.

## Formation
Diplômé de l'Institut d'études politiques de Paris et licencié en droit public, Francis Beck est élève de l'École nationale d'administration de 1969 à 1971.

## Carrière
Il commence sa carrière comme administrateur civil à la direction de l'architecture du ministère des Affaires culturelles entre 1971 et 1975, date à laquelle il s'installe à Alger en qualité de professeur à l'Institut supérieur maritime de Bou Ismaïl. Revenu en France deux ans plus tard, il retrouve le ministère de la Culture où il est successivement chef de la division de la diffusion et de l'animation à la direction de la musique jusqu'en 1980, puis chef du département des affaires internationales, conseiller technique chargé du cinéma et de l'audiovisuel au cabinet de Jack Lang en 1981 et directeur de l'administration générale en 1985.
En 1987, il est chargé d'une mission générale d'études sur la Bibliothèque nationale qui influencera indirectement la décision de construire la grande bibliothèque à Tolbiac.
Directeur de cabinet de Jack Lang, ministre de la Culture et de la Communication de 1988 à 1991, Francis Beck est ensuite brièvement préfet de Savoie en 1992 et 1993. Inspecteur général de l'administration des affaires culturelles de 1995 à 1998, il devient directeur général puis président de l'Institut national de l'audiovisuel (INA) de janvier 1999 à janvier 2001 et administrateur de l'Agence France-Presse durant la même période.
Le 24 janvier 2001, il devient membre du Conseil supérieur de l'audiovisuel pour un mandat de six ans.
Il est ensuite membre du comité stratégique pour le numérique (CSN) en février 2007 et inspecteur général des affaires culturelles en janvier 2008.